# Charles Bwale
Charles Bwale (17 novembre 1970) è un ex calciatore zambiano, di ruolo difensore.

## Carriera

### Nazionale
Ha debuttato in Nazionale l'8 luglio 2000, in Zambia-Togo (2-0). Ha partecipato, con la Nazionale, alla Coppa d'Africa 2002. Ha collezionato in totale, con la Nazionale, 9 presenze.

## Palmarès

### Club

#### Competizioni nazionali
- Campionato zambiano di calcio: 1

Nkana: 2001
- Coppa dello Zambia: 2

Nkana: 2000
Green Buffaloes: 2005